# Стара црква Успења Богородичиног у Ореовици
Стара црква Успења Богородичиног у Ореовици, месту у општини Жабари, подигнута је 1821. године и као најстарији сакрални објекат у крају представља непокретно културно добро као споменик културе. Цркву је саградио Стеван Марковић, трговац из Ореовице, на свом имању недалеко од сеоског гробља, тако да има доминантан положај на висоравни изнад села.

## Изглед
Стара ореовичка црква посвећена је Успењу Богородице и убраја се у објекте народног градитељства. Издужене је једнобродне основе, са пространом полигоналном олтарском апсидом на источној страни и тремом на западној. Грађена је као чатмара, без темеља, са дрвеном храстовом гредом положеном директно на земљу. Унутрашњи простор подељен је на олтар, наос и припрату. Зидови су са спољашње и унутрашње стране омалтерисани блатним малтером и кречени у бело. 
Према опису из 1860. године црква је била покривена ћерамидом и имала је под од танке опеке. Данас је кровни покривач бибер цреп, док је под у олтару од старе опеке, а у наосу и припрати од дасака. Дрвена преграда која је раздвајала припрату од наоса недавно је уклоњена, тако да је овај простор постао јединствен, али са видљивим дрвеним, конструктивним стубовима. Олтар и наос засведени су коритастим сводом од профилисаног шашовца, док је над припратом спуштена равна таваница. На трему се у средишту таванице налази декоративна розета.
Олтар је од наоса одвојен ниском олтарском преградом са двадесет и пет икона распоређених у три зоне. Првобитне иконе из времена изградње цркве нису сачуване, а постојеће су према приложничким записима на престоним иконама и дверима из 1857. године.
У порти цркве се међу старим храстовима налазе надгробни споменици из прве половине и средине 19. века, као и стара парохијска кућа из времена градње цркве. Регионални завод за заштиту споменика културе Смедерево је 1985/86. године извео санационе радове на старој кући у коју је тада смештена етнографска збирка са предметима из овог краја. 